# تيتا صالح
تيتا صالح ( - 1 يناير 2014) هي مغنية وممثلة ومونولوجست مصرية.

## حياتها ومسيرتها
تيتا صالح ولدت بالقاهرة، وهي من أسرة فنية في الأساس، كان أبيها وأمها يسافرون ليغنوا في المواليد المصرية، مع فرقة سيرك، ويشاء أن توليد في السيرك، وتعمل مع والديها في السيرك، ولكن مع الوقت أدركت أن المكان غير مناسب، وتريد أن تصل أبعد من ذلك، وتركت عالم السيرك، واتجهت للغناء في كازينوهات للإذاعة المصرية في منتصف الخمسينات، حيث اعتمدت مغنية في الإذاعة وقدمت العديد من الصور الغنائية في الإذاعة المصرية، وبدأت نقطة التحول في حياتها، حتي أصبحت من أشهر مونولوجست في مصر.
تعاونت خلال مسيرتها مع العديد من المؤلفين والملحنين، ربما أشهرهم محمد حلاوة في مونولوج «مالك يا دنا»، وهو الذي لحنه محمد الموجي، كما تعاونت مع الشاعر يوسف بدروس، وهو أحد صناع نجومية أسمهان وفريد الأطرش، كما تعاونت مع الملحن أحمد صبرة، وغيرهم.
رغم مسيرتها القليلة إلا أنها تعاونت مع العديد من مشاهير الغناء، وكان الحظ حينما لحن لها محمد عبد الوهاب أغنية «حبيبي يا رقة» ورفض أن يكتب اسمه عليها، بينما تشير الأصابع إلى «فتحي قورة» من الباطن حيث تحمل الكلمات بصماته بشدة.
وكانت تشبه صوت هند رستم، قدمها مخرجون الأفلام، فكان كلما غنت هند رستم بأغنية كانت تيتا حاضرة، في غنت أغنية «القلب يدوب» في فيلم حياة غانية والتي أدتها أمام الشاشة برلنتي عبد الحميد.
وغنت بدل هند في فيلم اعترافات زوج وفيلم لوكاندة المفاجآت، وفيلم صراع مع الحياة، كما ظهرت في فيلم حب من نار سنة 1958، وبدات عالم التمثيل.
وزادت الشهرة حينما غنت «أغنية حبيبي يا رقة» وعرفها الجمهور في فيلم اعترافات زوج وظهرت على الشاشة بأداء هند رستم، وظل الجميع يعتقد أن التي قدمت الأغنية هي هند بصوتها ولكن الحقيقة أن من غنت المونولوج كانت تيتا، ولكن الحظ العثر معها، أصابت بحساسية الصدر فتفقد قدرتها على الغناء، لتعتزل الغناء حتى وفاتها، بينما ظلت الأغنية لفترة منسوبة إلى هند رستم بدلا من تيتا.

## أعمالها السينمائية[4]

### غناء
ملكة الليل
1971 - فيلم
غناء
لوكاندة المفاجآت
1959 - فيلم
تسجيل أغنية (أيوه أيوه).
رحمة من السماء
1958 - فيلم
أداء
الحب العظيم
1957 - فيلم
غناء
حياة غانية
1957 - فيلم
غناء الفلب يدوب
جحيم الغيرة
1953 - فيلم
غناء

### تمثيل
اعترافات زوج
1964 - فيلم
غناء
حب من نار
1958 - فيلم
مطربة
رحمة من السماء
1958 - فيلم
غناء
حياة غانية
1957 - فيلم
غناء
صراع مع الحياة
1957 - فيلم
غناء أغنية عطشانة

## أغانيها
- آه ياودانى.
- أيوه فيلم لوكاندة المفاجآت.
- اسبق بكرة.
- أضحك.
- أنت إيه أنت.
- الجار يرعى الجار لو جار.
- الجميل ماله.
- الشاطر شاطر من يومه.
- اللهم اخزيك يا شيطان.
- أوعى تؤجل حاجه لبكره.
- اوعى تبوح بالأسرار.
- اوعى تشاور.
- بين الغصون والميه.
- تملى واخد على خاطرك فيلم جحيم الغيرة.
- جمالِك يا دنيا.
- حبيبى يا رقة.
- حسب التسعيرة.
- رايحين لكم رايحين فيلم عشاق الليل.
- عرفنا الدنيا ونسينا.
- عرفنا الدنيا ونسينا برنامج مدينة الملاهي.
- فل وياسمين.
- في نوع من الناس يفرسنى قوى.
- كل كلمه ح اقولها أيوه.
- يا سواق التاكسي.
- يا مشغولين البال.
- ياللى تمللى تحب الدنيا.
- يعجبونى وباحترمهم.